# Manuel Mestre
Manuel Mestre Torres fue un futbolista español. Nació en Oliva (provincia de Valencia). Jugó de defensa central y la mayor parte de su carrera discurrió en el Valencia CF de cuyo cuerpo técnico pasó a formar parte tras su retirada como futbolista.

## Biografía
Tras pasar por el club de su localidad natal y el de la cercana Gandía ingresó en el equipo filial del Valencia CF. Tras un breve periodo debutó con el primer equipo con veintiún años recién cumplidos retirándose trece campañas más tarde con el récord de partidos disputados con el Valencia CF hasta ese momento sumando un total de 323 participaciones.
Era un defensa que destacaba por su clase, calidad técnica, su claridad de ideas para jugar el balón y una magnífica colocación que le permitieron disputar más de trescientos partidos en primera sufriendo una única expulsión.
Tras su retirada del fútbol activo entró a formar parte del cuerpo técnico del equipo che convirtiéndose en entrenador del CD Mestalla. También se hizo cargo del primer equipo en tres momentos puntuales: en 1976 sustituyendo a Ciric, en 1977 relevando a Heriberto Herrera y en 1982.
Murió el 31 de agosto de 2008 en Valencia a los 73 años de edad en Valencia.

### Selección nacional
Ha sido internacional con la Selección de fútbol de España un total de dos ocasiones. Debutó contra la selección de Selección de fútbol de Austria en un partido disputado el 22 de noviembre de 1959 en Valencia en el que se impuso el combinado español por seis a tres, y el último el 12 de noviembre de 1961 en Casablanca contra la Selección de fútbol de Marruecos con resultado de 0 - 1.

## Clubes
| Club        | País   | Año       |
| ----------- | ------ | --------- |
| CD Mestalla | España | ????-1956 |
| Valencia CF | España | 1956-1969 |

## Títulos

### Campeonatos nacionales
| Título         | Club        | Año  |
| -------------- | ----------- | ---- |
| Copa de España | Valencia CF | 1967 |

### Copas internacionales
| Título         | Equipo (*)  | Año  |
| -------------- | ----------- | ---- |
| Copa de Ferias | Valencia CF | 1962 |
| Copa de Ferias | Valencia CF | 1963 |

(*) Incluyendo la selección